# Xenodacnis
Xenodacnis és un gènere d'ocells de la família dels tràupids (Thraupidae).

## Taxonomia
Segons la Classificació del Congrés Ornitològic Internacional (versió 14.1, 2024) aquest gènere està format per dues espècies:
- Xenodacnis parina - dacnis andina meridional.
- Xenodacnis petersi - dacnis andina septentrional.